# Luka Mkheidze
Luka Mkheidze (georgisch ლუკა მხეიძე , Luka Mcheidse; * 5. Januar 1996 in Tiflis) ist ein französischer Judoka georgischer Abstammung. Er kämpft in der Klasse bis 60 kg (Superleichtgewicht).

## Sportliche Karriere
Mit sieben Jahren begann Luka Mcheidse mit dem georgischen Nationalsport Judo und war im Alter von zwölf Jahren bereits einmal georgischer Meister im Kinderjudo, ehe er 2008 oder 2009 in Folge des Kaukasuskriegs mit seiner Mutter das Land verließ. Nach Kriegsende lebte Mcheidses Vater, ein Zahntechniker, wie viele Menschen in Tiflis mit seiner Familie in Armut und plante, das Land zu verlassen. Die beiden älteren Schwestern, die bereits studierten, blieben in Georgien, um die an Alzheimer erkrankte Großmutter zu versorgen. Mit seiner Mutter kam Luka Mcheidse über Belarus in ein polnisches Flüchtlingslager. Sie verbrachten dort mehrere Monate, bis ihr Antrag auf politisches Asyl abgelehnt wurde. Mit Hilfe eines Schleusers kamen sie nach Frankreich, wo die Familie im März 2010 in Villeneuve-Saint-Georges wieder zusammentraf. Im Großraum Paris fand Mcheidse zunächst in Sucy Judo (Sucy-en-Brie) seinen neuen Verein. Dann zogen die Mcheidses nach Le Havre. 2015 erhielt Luka in der Schreibung Mkheidze die französische Staatsbürgerschaft; sein neuer Verein Judo Perrey Guerrier gewann die Unterstützung des Bürgermeisters von Le Havre, Édouard Philippe, für ein beschleunigtes Verfahren.
Bei den Judo-Europameisterschaften 2021 besiegte er im Viertelfinale Walide Khyar aus Frankreich und im Halbfinale Janislaw Gertschew aus Bulgarien. Im Finale unterlag er dem Spanier Francisco Garrigós. Diese Silbermedaille qualifizierte ihn für die Teilnahme an den Olympischen Spielen in Tokio.
Luka Mkheidze wurde für die Olympischen Sommerspiele 2020 in Tokio nominiert. Am 24. Juli 2021 traf er im Nippon Budōkan in seinem ersten Kampf wieder auf Francisco Garrigos und siegte diesmal mit Waza-ari. Er war im Golden Score durch Ippon-Seoi-nage erfolgreich. Im Viertelfinale hieß sein Gegner Artem Lessjuk (Ukraine); Mkheidze erreichte zweimal eine Waza'ari-Wertung für Seoi-nage und Kata-guruma und entschied diesen Kampf bereits nach anderthalb Minuten für sich (Ippon). Im Halbfinale traf er auf Yang Yung-wei aus Taiwan, der im Golden Score mit Yoko-shiho-gatame eine Waza'ari-Wertung erzielte. Im Kampf um Platz 3 besiegte Mkheidze den Südkoreaner Kim Won-jin, der nach zwei Shido-Strafen im Golden Score disqualifiziert wurde. Luka Mkheidze gewann damit die erste Bronzemedaille für die französische Judo-Nationalmannschaft in Tokio.
2023 bei den Europameisterschaften in Montpellier besiegte er im Finale den Ukrainer Dilschot Chalmatow und gewann damit seinen ersten internationalen Titel. Bei den Olympischen Spielen 2024 in Paris gewann er die Silbermedaille. 2024 wurde Mkheidze als Ritter in die Ehrenlegion aufgenommen.